# Agrilus angustulus
Agrilus angustulus is een kever borend tot prachtkevers. Ze komen voor in gevarieerde bosranden, vooral in bossen met eik (Quercus). De vliegtijd is mei tot augustus.

## Kenmerken
Volwassen dieren hebben een lengte van 3,5-6,5 mm. Het lichaam vanaf de dorsale zijde is groen, bronsgroen, blauw.

## Verspreiding
Ze komen voor in onder andere in Zweden en Portugal, het Europese deel van Rusland (tot aan de boszone in het noorden), Oekraïne.